# Le Parcq
Le Parcq – miejscowość i gmina we Francji, w regionie Hauts-de-France, w departamencie Pas-de-Calais.
Według danych na rok 1990 gminę zamieszkiwały 633 osoby, a gęstość zaludnienia wynosiła 68 osób/km² (wśród 1549 gmin regionu Nord-Pas-de-Calais Le Parcq plasuje się na 702. miejscu pod względem liczby ludności, natomiast pod względem powierzchni na miejscu 365.).